# Jean-Baptiste de Sade
 (août 2012).
Pour les autres membres de la famille, voir Maison de Sade.
Jean-Baptiste de Sade, de son nom complet Jean-Baptiste-François-Joseph, comte de Sade, né le 12 mars 1702 à Mazan, Vaucluse, et mort le 24 janvier 1767 à Montreuil (près de Versailles), est un militaire et diplomate français.
Seigneur de Saumane et de Lacoste, coseigneur de Mazan, le comte de Sade, chef de nom et d'armes de la maison de Sade, succède à son père comme gouverneur héréditaire de Vaison et commandant des chevau-légers du Comtat Venaissin, alors possession pontificale.
Il est le père du marquis de Sade, écrivain.

## Biographie
À vingt-cinq ans, ses maîtresses ne se comptent plus parmi les plus grands noms de la cour : la propre sœur du prince de Condé, Mlle de Charolais, ancienne maîtresse royale, les duchesses de La Trémoille, de Clermont, jusqu’à la jeune princesse de Condé, de vingt-deux ans moins âgée que son mari et très surveillée par ce dernier, pour la conquête de laquelle il épouse en 1733 la fille de sa dame d’honneur, Mlle de Maillé, sans fortune, mais alliée à la branche cadette des Bourbon-Condé. Le prince de Condé se remarie en 1728 avec une jolie princesse allemande âgée de quatorze ans Caroline de Hesse-Rheinfels. Il en a trente-six. « Il a tant usé des hommes et des femmes », observe Mathieu Marais dans son Journal, qu’il est tombé dans la nullité. « On prétend que son mariage n’a pas été consommé. » Jaloux, le prince tient son épouse sous bonne garde. Le comte de Sade commence à courtiser en 1733 la jeune princesse dont il va devenir l’amant. Il se lance dans la diplomatie, se voit confier une négociation secrète à la cour de Londres, est nommé ambassadeur à la cour de Russie, nomination remise en cause à la mort du tsar Pierre II, puis ministre plénipotentiaire auprès de l'Électeur de Cologne. Sa conduite pendant son ambassade, puis une imprudente attaque contre la maîtresse du roi, lui vaut le ressentiment de Louis XV et il ne sera plus employé qu’à des postes sans conséquence.
Il servit également en France, comme capitaine de dragons au régiment de Condé. En 1730, il fut nommé ambassadeur en Russie : mais la mort du jeune tsar, Pierre II, et les liaisons de la nouvelle impératrice Anna Ivanovna, avec l’Autriche, ayant empêché l’effet de cette ambassade, le cardinal de Fleury chargea le comte de Sade d’une négociation secrète à la cour de Londres, et lui confia d’autres missions diplomatiques. Le 12 mai 1730, il fut admis franc-maçon, avec Montesquieu, à la Grande Loge de Londres.

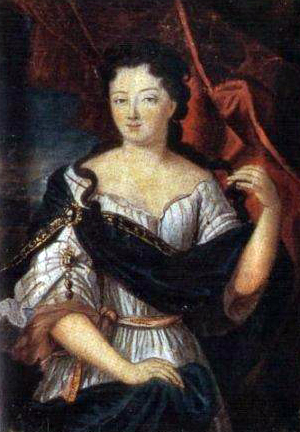
Marie-Éléonore de Maillé

En 1733, le comte de Sade avait épousé Marie-Éléonore de Maillé, dame de compagnie de la dernière princesse de Condé, alors duchesse de Bourbon. Ce mariage, moins riche que brillant, l’ayant déterminé à renoncer aux charges qui l’attachaient au service du pape, il acheta, en 1738, celle de lieutenant-général des provinces de Bresse, Bugey, Gex et Valromey, et acquit la terre de Glatigny, près de Versailles.
Retiré des affaires, dans ses dernières années, il fréquentait l’abbaye Saint-Victor de Marseille et mourut à l’âge de soixante-quatre ans.
Il a laissé des manuscrits de plusieurs recueils d’anecdotes et de pensées morales et religieuses. Sa famille conserve aussi sa correspondance sur les événements de la guerre de 1741 à 1746.

### Sources et bibliographie
: document utilisé comme source pour la rédaction de cet article.
- Joseph-François Michaud & Louis-Gabriel Michaud, Biographie universelle, ancienne et moderne, t. 39, Paris, Michaud frères, 1825, p. 471-2.
- Gilbert Lely, Sade, Paris, Gallimard, 1967
- Maurice Lever, Donatien Alphonse François, marquis de Sade, Paris, Fayard, 1991, 912 p. (ISBN 978-2-213-61688-9, OCLC 1040487231)
- Jean-Jacques Pauvert, Sade vivant, t. 1 : Une innocence sauvage - 1740-1777, Paris, Robert Laffont, 1986, 429 p. (ISBN 978-2-221-05205-1 et 978-2-221-05950-0, OCLC 1052129705)